# Nelson Cruz
Nelson Ramón Cruz Martínez Sr. (nascido em 1º de Julho de 1980) é um jogador dominicano de beisebol. Atua como  campista direito e rebatedor designado do Minnesota Twins na Major League Baseball (MLB). Jogou também na MLB pelo Milwaukee Brewers, Texas Rangers e Baltimore Orioles e Seattle Mariners. Cruz também atuou como campista esquerdo em sua carreira.
Cruz participou quatro vezes do MLB All-Star. Foi premiado como MVP da Série do Campeonato da Liga Americana de 2011 na qual rebateu seis home runs e anotou 13  corridas impulsionadas, ambos recordes da MLB para a pós-temporada. Em 2014, liderou a Liga Americana em home runs.

## Antecedentes
Cruz nasceu em 1º de Julho de 1980 em  Monte Cristi, República Dominicana. Seu pai, Nelson Cruz, Sr., também jogava beisebol profissional na República Dominicana.

## Carreira profissional

### New York Mets e Oakland Athletics
Cruz inicialmente assinou um contrato como agente livre com o New York Mets e jogou por três anos pela Dominican Summer League. Em 30 de Agosto de 2000, o Mets o negociou com o Oakland Athletics em troca pelo interbases Jorge Velandia, pois o interbases titular Rey Ordóñez estava fora de jogo com um braço quebrado e Melvin Mora, Mike Bordick e Kurt Abbott se mostaram incapazes de o substituir. Cruz passou quatro anos nas ligas menores de Oakland quando foi negociado em 16 de Dezembro de 2004 junto ao Milwaukee Brewers pelo campista interno Keith Ginter.

### Milwaukee Brewers
Cruz passou as temporadas de 2005 e 2006 no Brewers, primeiramente com o time da Double-A Huntsville Stars e da Triple-A Nashville Sounds. Fez sua estreia nas grandes ligas com o Brewers em 17 de Setembro de 2005 como substituto na linha defensiva contra o Houston Astros. Teve uma rebatida válida em cinco  vezes ao bastão pelo Brewers. Sua única rebatida foi uma  dupla contra o arremessador Aaron Harang do  Cincinnati Reds em 28 de Setembro.

### Texas Rangers
Em 28 de Julho de 2006, o Brewers mandou Cruz e o campista externo Carlos Lee para o Texas Rangers como troca pelos jogadores Laynce Nix, Kevin Mench, Francisco Cordero e o arremessador das ligas menores Julian Cordero. Rebateu seu primeiro home run em 31 de Julho contra o arremessador Willie Eyre do Twins. Em 16 de Agosto, Cruz rebateu o primeiro grand slam de sua carreira em cima do arremessador Kevin Gregg do Angels. Em 4 de Setembro de 2006, contra o  Athletics, rebateu um inside-the-park home run em que seu bastão foi quebrado no impacto com a bola. No treinamento de primavera (spring training) da temporada de 2007, Cruz teve um início complicado mas terminou bem rebatendo três home runs na semana final, incluindo um walk-off home run no jogo final da temporada de treinos.

### Seattle Mariners
Em 4 de Dezembro de 2014, Cruz assinou um contrato de 4 anos com o Seattle Mariners no valor de $57 milhões.

### Minnesota Twins
Em 2 de janeiro de 2019, Cruz assinou contrato de um ano com o Minnesota Twins no valor de $14,3 milhões. O contrato inclui uma opção da equipe no valor de $12 milhões para a temporada de 2020.

## Vida pessoal
Cruz e Solani Genao se casaram em 25 de Dezembro de 2009. Eles tem uma filha, Giada e um filho, Nelson, Jr.